# La Neuville-au-Temple
La Neuville-au-Temple est une commune nouvelle française qui existe à partir du 1er janvier 2025 dans le département de la Marne et la région Grand Est. Elle résulte de la fusion des communes de Dampierre-au-Temple et de Saint-Hilaire-au-Temple.

## Histoire
La commune est créée le 1er janvier 2025 à la suite d'un arrêté préfectoral du 26 septembre 2024 sous le nom fautif de « La-Neuville-au-Temple » par la fusion des communes de Dampierre-au-Temple et de Saint-Hilaire-au-Temple. L'arrêté rectificatif en vue d'accorder le toponyme aux règles de graphie officielles françaises est publié le 31 octobre 2024, portant le nom définitif de la commune en La Neuville-au-Temple. Le chef-lieu de la commune nouvelle est fixé à la mairie de l'ancienne commune de Saint-Hilaire-au-Temple.

## Politique et administration
Jusqu'aux prochaines élections municipales françaises de 2026, le conseil municipal de la commune nouvelle est constitué de l'ensemble des membres en exercice des conseils municipaux des deux communes fondatrices.

### Liste des maires
| Période | Période  | Identité | Étiquette | Qualité |
| ------- | -------- | -------- | --------- | ------- |
| 2025    | En cours |          |           |         |

### Communes déléguées
| Nom                             | Code Insee | Intercommunalité           | Superficie (km2) | Population (dernière pop. légale) | Densité (hab./km2) |
| ------------------------------- | ---------- | -------------------------- | ---------------- | --------------------------------- | ------------------ |
| Saint-Hilaire-au-Temple (siège) | 51485      | CA de Châlons-en-Champagne | 6,15             | 304 (2022)                        | 49                 |
| Dampierre-au-Temple             | 51205      | CA de Châlons-en-Champagne | 10,26            | 270 (2022)                        | 26                 |

## Population et société

### Démographie
L'évolution du nombre d'habitants est connue à travers les recensements de la population effectués dans la commune depuis sa création.

En 2022, la commune comptait 574 habitants.
| 2021 | 2022 |
| ---- | ---- |
| 589  | 574  |